# قرميد القصور (فلم)
قرميد القصور (بالإنجليزية: Brick Mansions) هو فيلم أكشن تم إنتاجه في فرنسا وكندا وصدر في سنة 2014. الفيلم من إخراج كميل دلمر وكتابة لوك بيسون وروبرت مارك كامين.

## بطولة
- بول ووكر
- ديفيد بيل
- روبرت فيتزجيرالد تايلور

## القصة
تدور أحداث الفيلم في عالم الجريمة حيث تمتلئ الشوارع بالعنف والمخدرات وتصل يد الفساد إلى قلب المجتمع، حيث لينو (ديفيد بيل) الذي يحاول أن يحيا حياةً شريفة إلا أنه عندما تُخطف صديقته من قبل أحد أباطرة المخدرات يضطر إلى العمل مع الشرطي السري دامين (بول ووكر) الذي يحاول في ذات الوقت إحباط مؤامرة لتدمير المدينة عن طريق قنبلة نيوترونية بواسطة إحدى العصابات والتي يجد دامين ملجأه الوحيد هو التسلل إليهم من أجل الحفاظ على الأرواح.

## الميزانية والإيرادات
بلغت تكلفة إنتاج الفيلم حوالي 28 مليون دولار بينما حقق أرباحا تقدر بـ 68,896,829 دولار.

## وصلات خارجية
- مقالات تستعمل روابط فنية بلا صلة مع ويكي بيانات

لا توجد روابط لمواقع التواصل الاجتماعي.